# Batalla de los cruces del Donets
La batalla de los cruces del Donets fue una serie de enfrentamientos militares que tuvieron lugar en mayo de 2022, sobre todo del 5 al 13 de mayo, en el frente Limán-Severodonetsk en el marco de la batalla del Dombás. Fue parte de la ofensiva más amplia del este de Ucrania durante la invasión rusa de Ucrania.
Las Fuerzas Armadas de Rusia de la 74.ª Brigada de Fusileros Motorizados de Guardias Separados del 41.º Ejército de Armas Combinadas fueron derrotadas por tanques de la 30.ª Brigada Mecanizada y la artillería de la 17.ª Brigada de Tanques de las Fuerzas Armadas de Ucrania cuando los rusos intentaron varios cruces sobre el río Donets cerca a las orillas de los pueblos de Dronivka, Bilohorivka y Serebryanka.
Las fuerzas ucranianas habían logrado previamente repeler numerosos intentos de cruzar el río por parte de las fuerzas rusas. Sin embargo, la destrucción de todo un grupo táctico de batallón el 10 de mayo se describió como "el enfrentamiento más mortífero de la guerra" hasta el momento y como un "desastre" para el ejército ruso.

## Contexto
El Donets, el cuarto río más largo de Ucrania y el más largo del este de Ucrania, había sido considerado durante mucho tiempo como una línea estratégica de defensa para el ejército ucraniano durante la guerra ruso-ucraniana. Al ser el río más largo de la región, el control del Donets también significó la capacidad de maniobrar libremente el equipo militar de norte a sur a lo largo del camino del río, afectar la agricultura regional y controlar el suministro de agua a ciudades claves como Severodonetsk, Lisichansk, Járkov, y otros.
Durante la batalla del Dombás, las fuerzas rusas avanzaron desde la línea de contacto de 2014 hacia la ciudad de Limán, como parte de un intento más amplio de rodear un saliente que contenía más de 40 000 soldados ucranianos. El río Donets fue el obstáculo natural más grande que se interpuso frente a la ofensiva rusa. Los intentos rusos de cruzar el río en otros lugares, algunos de los cuales tuvieron éxito, involucraron el despliegue de puentes de pontones para facilitar el transporte de tropas y equipos a través del río.

## Batalla
Durante la madrugada del 5 de mayo, el ejército ruso, tras un bombardeo de artillería, intentó cruzar el río en Dronivka, pero fue detenido por tropas y tanques ucranianos. Dos tanques ucranianos de la 30.ª Brigada Mecanizada se enfrentaron al menos a cuatro o cinco BMP rusos, dos barcos y dos escuadrones de infantería a una distancia de 1.200 metros (3.900 pies), deteniendo el avance. Después de eso, siguió un duelo de artillería, durante el cual los rusos perdieron diez vehículos y la cabeza de puente.

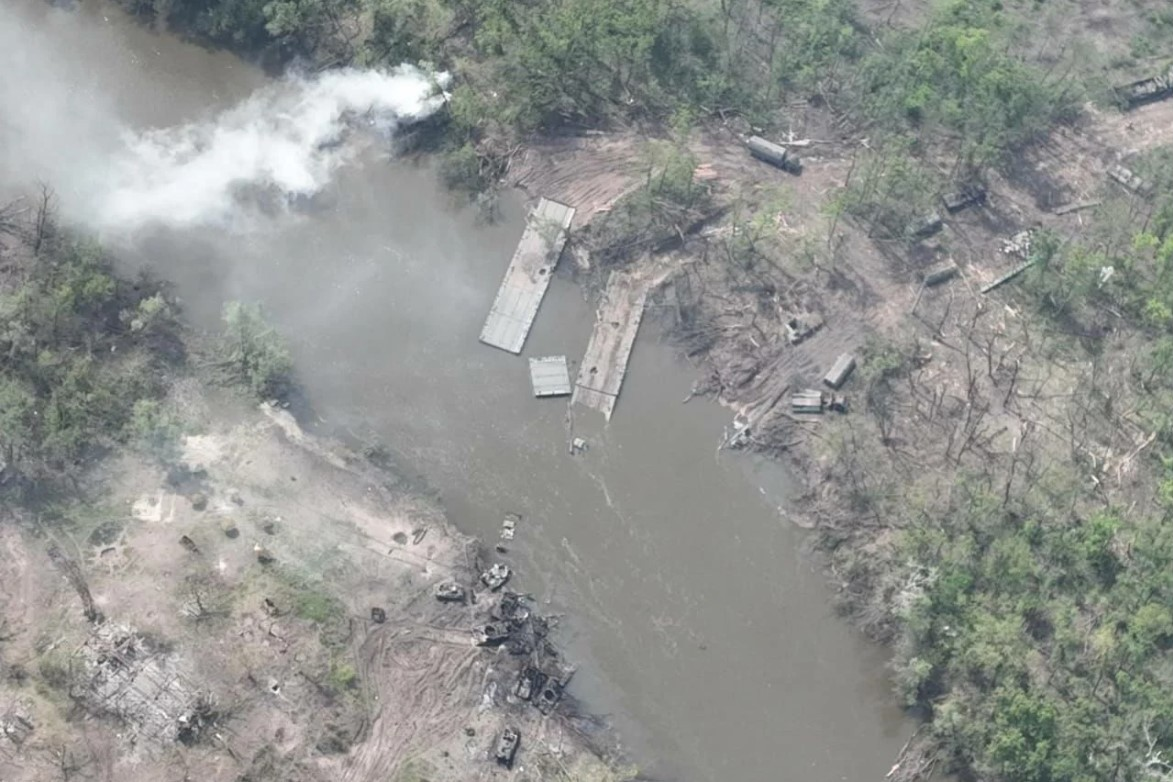
Puente y vehículos rusos destruidos cerca de Bilohorivka.

El 8 de mayo, las fuerzas rusas construyeron un puente de pontones sobre el Donets en Bilohorivka. Miles de personal, tanques y otros vehículos militares se prepararon para cruzar a la orilla oeste del río como parte de su avance más amplio hacia el oeste hacia Limán.
El mismo día, la Brigada de Tanques 17 de Ucrania envió un destacamento de reconocimiento a la orilla oeste del río para observar el progreso ruso en el área. Las tropas rusas habían lanzado granadas de humo en la zona, creando dificultades de visibilidad. Para contrarrestar esto, las fuerzas ucranianas desplegaron drones y detectaron con éxito el puente de pontones temprano en la mañana. Esta información se transmitió a la Fuerza Aérea de Ucrania y a los destacamentos de artillería estacionados en toda el área, quienes atacaron el puente con un bombardeo combinado aéreo y de artillería. Se confirmó que el puente había sido destruido el 10 de mayo. La infantería ucraniana reclamó 30 vehículos destruidos con otros 40 inhabilitados por fuego de artillería para un total de 70 en este cruce. Las fuerzas ucranianas volaron cuatro puentes separados solo en el sitio de Bilohorivka.
El último puente se construyó entre Bilohorivka y Serebryanka alrededor del 12 de mayo y también fue destruido, y las últimas tropas rusas se retiraron a su lado del río el 13 de mayo.

## Víctimas y pérdidas
Según el Instituto para el Estudio de la Guerra (ISW), de los aproximadamente 550 soldados rusos que participaron en el intento de cruce cerca de Bilohorivka, 485 resultaron muertos o heridos y más de 80 equipos rusos fueron destruidos. The Times estimó que más de 1.000 soldados murieron durante la batalla en Donets, mientras que Newsweek citó afirmaciones ucranianas de hasta 1.500 soldados muertos durante la batalla.
En total, se construyeron cuatro puentes y se establecieron tres cabezas de puente: una en Dronivka, dos en Bilohorivka y otra en Serebryanka. Toda la batalla duró ocho días (del 5 al 13 de mayo), durante los cuales el ejército ucraniano destruyó todos los puentes y todas las cabezas de puente. En total, se informó que dos BTG rusos fueron destruidos y derrotados.
Según Serhiy Haidai, gobernador del óblast de Lugansk, durante la batalla, los ucranianos destruyeron tanques, vehículos blindados, equipos de puente, helicópteros y lanchas rápidas rusos. Haidai afirmó que las fuerzas ucranianas destruyeron dos BTG rusos, con casi 1000 soldados.
Otra fuente calculó las pérdidas rusas en al menos seis tanques, catorce vehículos blindados BMP de infantería, siete vehículos anfibios MT-LB, otros cinco vehículos blindados y un remolcador. Cálculos basados en imágenes de drones sitúan las pérdidas rusas en 73 vehículos y equipos.
El 11 de mayo de 2022, el comandante de la 12.ª Brigada de Ingenieros, el coronel Denis Kozlov, fue asesinado: el segundo comandante de esta brigada murió dentro de los dos meses posteriores al combate y el 42.º coronel ruso perdió durante la fase de invasión abierta de la guerra.

## Reacciones y análisis
Debido a la naturaleza sangrienta y costosa del cruce del río, la batalla atrajo una gran atención de los medios. Lo más sorprendente es que la batalla generó críticas a las Fuerzas Armadas rusas por parte de conocidos milbloggers prorrusos. Uno de esos bloggers, Yuri Podolyaka, escribió en línea: "La última gota que colmó mi paciencia fueron los eventos alrededor de Bilohorivka, donde debido a la estupidez, enfatizo, debido a la estupidez del comando ruso, al menos un grupo táctico de batallón fue quemado, posiblemente dos". Podolyaka afirmó además que el ejército ruso carecía de las armas y el equipo necesarios para luchar y criticó a los líderes militares rusos por repetir los mismos errores durante la invasión. Otro destacado bloguero llamado Starshe Eddy calificó las acciones de los comandantes como "no idioteces, sino sabotaje directo". Un tercer bloguero llamado Vladlen Tatarski también fue muy crítico con los comandantes rusos y sus tácticas y escribió: "Hasta que obtengamos el apellido del genio militar que colocó un B.T.G. junto al río y responda por ello públicamente, no lo haremos, han tenido reformas militares". ISW declaró que estas críticas directas de los blogueros prorrusos podrían ser significativas en el sentido de que pueden alimentar las dudas sobre la fe del pueblo ruso en sus líderes militares y en la guerra.
Según los informes, los analistas militares occidentales quedaron atónitos por la falta de sentido táctico en el intento de cruzar el río. Estos analistas especulan que los comandantes rusos pueden haber apresurado la operación en un intento desesperado por lograr algún tipo de progreso militar. También sugirieron que la batalla mostró el desorden dentro de las filas rusas.

## Secuelas
Las pérdidas sufridas por la batalla empantanaron el avance ruso en el Óblast de Lugansk y retrasaron su avance hacia el norte del Óblast de Donetsk.
No fue hasta alrededor del 28 al 30 de junio, después de la caída de Severodonetsk y durante el cerco de Lisichansk, que las fuerzas rusas cruzaron el Donets por el río, con las unidades chechenas de los Kadirovtsi y las fuerzas separatistas de la República Popular de Lugansk capturando la ciudad de Pryvillia después de cruzar el río. Un informe de inteligencia del Ministerio de Defensa del Reino Unido dijo que el cerco de Lisichansk desde el sur (la dirección de Popasna) eliminó la necesidad de que los rusos cruzaran un río importante en el sector.